# يعقوب بلبل
يعقوب بلبل (1920-2003) كاتب يهودي عراقي. نُشرت أعماله الأدبية باللغة العربية، وحقق شهرة واسعة في وقت مبكر من عام 1936 بعد نشر مقال في مجلة الهاتف العراقية. اشتهر بقصصه الطبيعية، ويعتبر من أوائل كتاب الخيال الواقعي الاجتماعي في العراق، ورائد الرواية والقصة القصيرة العراقية.

## التعليم
درس بلبل اللغة الإنجليزية في مدرستي الشمّاش والأليانس في العراق. تخرج في عام 1938 واستمر في دراسة الاقتصاد والأعمال. بعد هجرته إلى إسرائيل في عام 1951، تخصص في القانون والاقتصاد في جامعة تل أبيب، وتخرج منها بعد حوالي خمسة أعوام.

## الحياة المهنية
في عام 1938، أصدر بلبل مجموعته القصصية الأولى. وقد وُصف بأنه الكتاب الوحيد في الأدب النبطي الذي نشر في العراق في ذلك العام، وكان عنوان مجموعته الجمرة الأولى. في مقدمة الكتاب، كتب عن رغبته في أن يرفع العراق لواء الأدب، وهو تصريح فسرته نانسي بيرج [الإنجليزية] على أنه إعلان عن نيته في أن يكون جزءًا من النهضة الأدبية العربية.
عمل بلبل كاتبًا في غرفة تجارة بغداد، التي كان رئيسها بين عامي 1938 و1945 شاعر آخر هو مائير البصري. وقد قام هو والبصري بإحياء الموشحات، وهي أشكال شعرية مقطعية كانت شائعة في الأندلس. بين عامي 1945 و1951، تولى بلبل تحرير المجلة الشهرية للغرفة وكتابة تقريرها السنوي. كتب مقالات أدبية، بالإضافة إلى مقالات في الاقتصاد والأعمال نُشرت في العراق ومصر. كما كتب كل من البصري وبلبل السوناتات الشكسبيرية. 
ومن أشهر قصص بلبل القصيرة سورة طَبِق الأصل، والتي وردت في العديد من المختارات. وهو معبر عن مدرسة الواقعية الاجتماعية التي كان يعتبر من روادها، ويحكي قصة قابلة تُستدعى لتأكيد حمل شابة ثم تقتلها شقيقها لاستعادة شرف العائلة. تتناول القصة نقدًا للممارسة التقليدية المتمثلة في جرائم الشرف. وهي القصة الوحيدة التي من المعروف أنها خضعت للتحرير قبل النشر في العراق، حيث كانت مثل هذه الممارسة نادرة تمامًا. بعد أن أعرب شقيقان مسلمان يعملان في المطبعة عن استيائهما من إطلاق أسماء إسلامية واضحة على الشخصيتين البدائيتين والقاسيتين في الكتاب، بينما أعطيت القابلة اسمًا يهوديًا شائعًا، قام بلبل بتغيير جميع الأسماء إلى أسماء أكثر حيادية لإرضاء أصدقائه.
ورغبةً منه في تقديم روايات حقيقية والوصول إلى الجماهير، فقد كتب بلبل الكثير من الحوار في قصصه باللغة العربية العامية. وقد أشيد بأسلوبه في كتابة القصص القصيرة، وتركيزه ووحدته، وواقعيته الاجتماعية، كما تعرض لانتقادات بسبب سذاجته، وافتقاره إلى الأصالة، وضعف في رسم الشخصيات. ومع ذلك يُستشهد به باعتباره واحدًا من أهم 21 كاتبًا للرواية والقصة القصيرة في الفترة ما بين 1920 و1955.
وعلى غرار غيره من الكتاب اليهود في العراق في ثلاثينيات وأربعينيات القرن العشرين، كانت أعماله الأدبية موجهة إلى جمهور واسع، وكانت متأثرة بالتقاليد الغربية والإسلامية، ولم يكتب كيهودي، بل كعراقي. واستمر في الكتابة باللغة العربية بعد هجرته إلى إسرائيل عام 1951.

## فهرس
- Bashkin، Orit (2008). The other Iraq: pluralism and culture in Hashemite Iraq (ط. Illustrated). Stanford University Press. ISBN:978-0-8047-5992-2.copy
- Berg، Nancy E. (1996). Exile from exile: Israeli writers from Iraq. SUNY Press. ISBN:978-0-7914-2979-2.
- Clark، Peter (2006). Suleiman، Yasir؛ Muhawi، Ibrahim (المحررون). Literature and nation in the Middle East (ط. Illustrated). Edinburgh University Press. ISBN:978-0-7486-2073-9.
- Ghareeb، Edmund؛ Dougherty، Beth (2004). Historical dictionary of Iraq (ط. Illustrated). Scarecrow Press. ISBN:978-0-8108-4330-1.
- Giladi، G. N. (1990). Discord in Zion: conflict between Ashkenazi & Sephardi Jews in Israel. Scorpion Publishing. ISBN:978-0-905906-87-4.
- Moreh، Shmuel (1988). Studies in modern Arabic prose and poetry (ط. Illustrated). BRILL. ISBN:978-90-04-08359-2.
- Rejwan، Nissim (2004). The last Jews in Baghdad: remembering a lost homeland. University of Texas Press. ISBN:978-0-292-70293-6.